# Per Reidarson
Per Reidarson, född 1879 i Grimstad i Norge, död 1954, var en norsk kompositör. Han har skrivit musikstycket "Som'rens melodi er som poesi" (1933).